# Pícea pungent
La pícea pungent o pícea de Colorado (Picea pungens) és una espècie de conífera de la família Pinaceae originària de l'oest de Nord-amèrica, des d'Idaho a Wyoming i de Utah i Colorado a Arizona i Nou Mèxic.
Creix a altituds de 1.750 a 3.000 m i prospera en zones on la humitat edàfica s'acumula compensant l'aridesa del clima on creix.

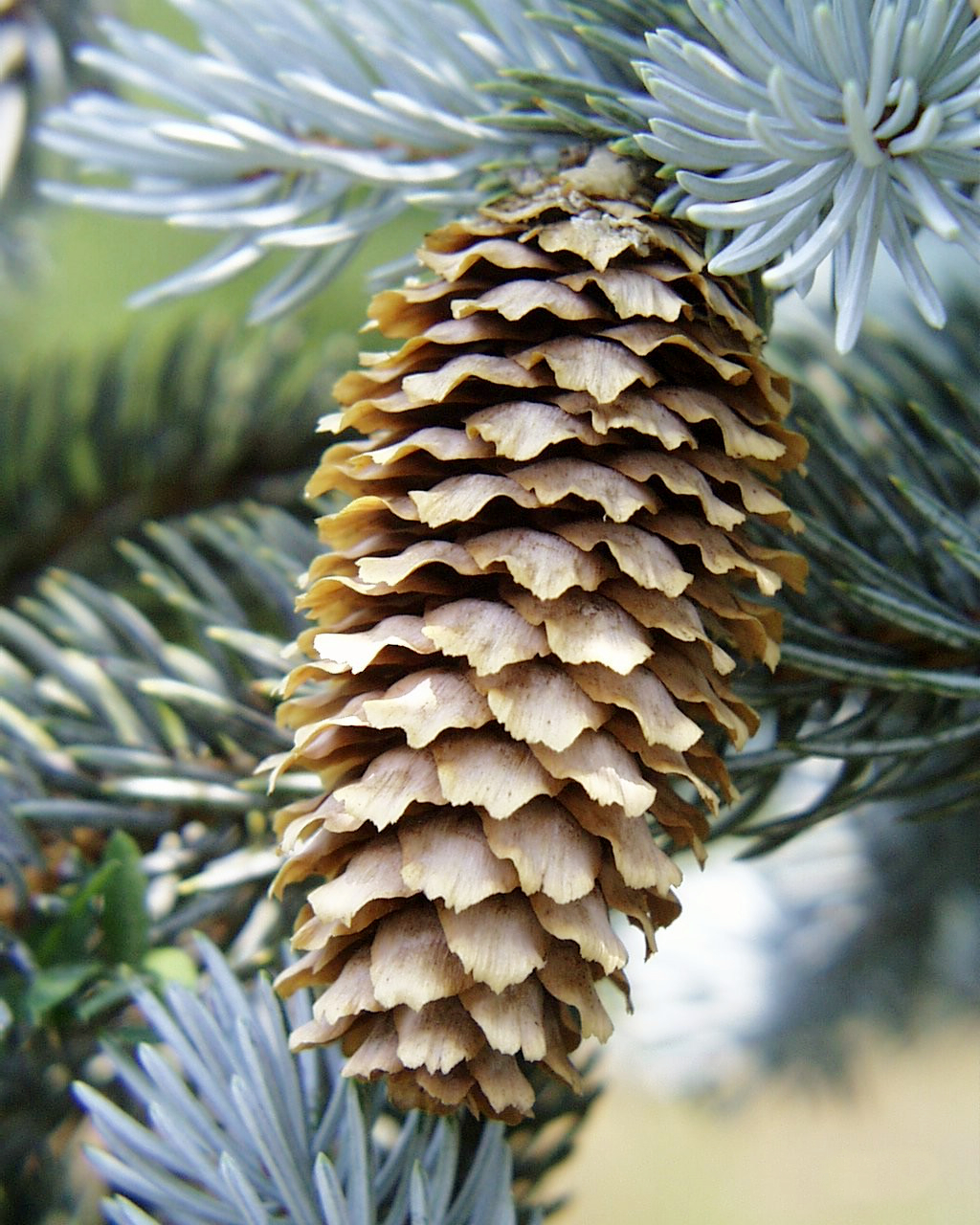
Pinya madura

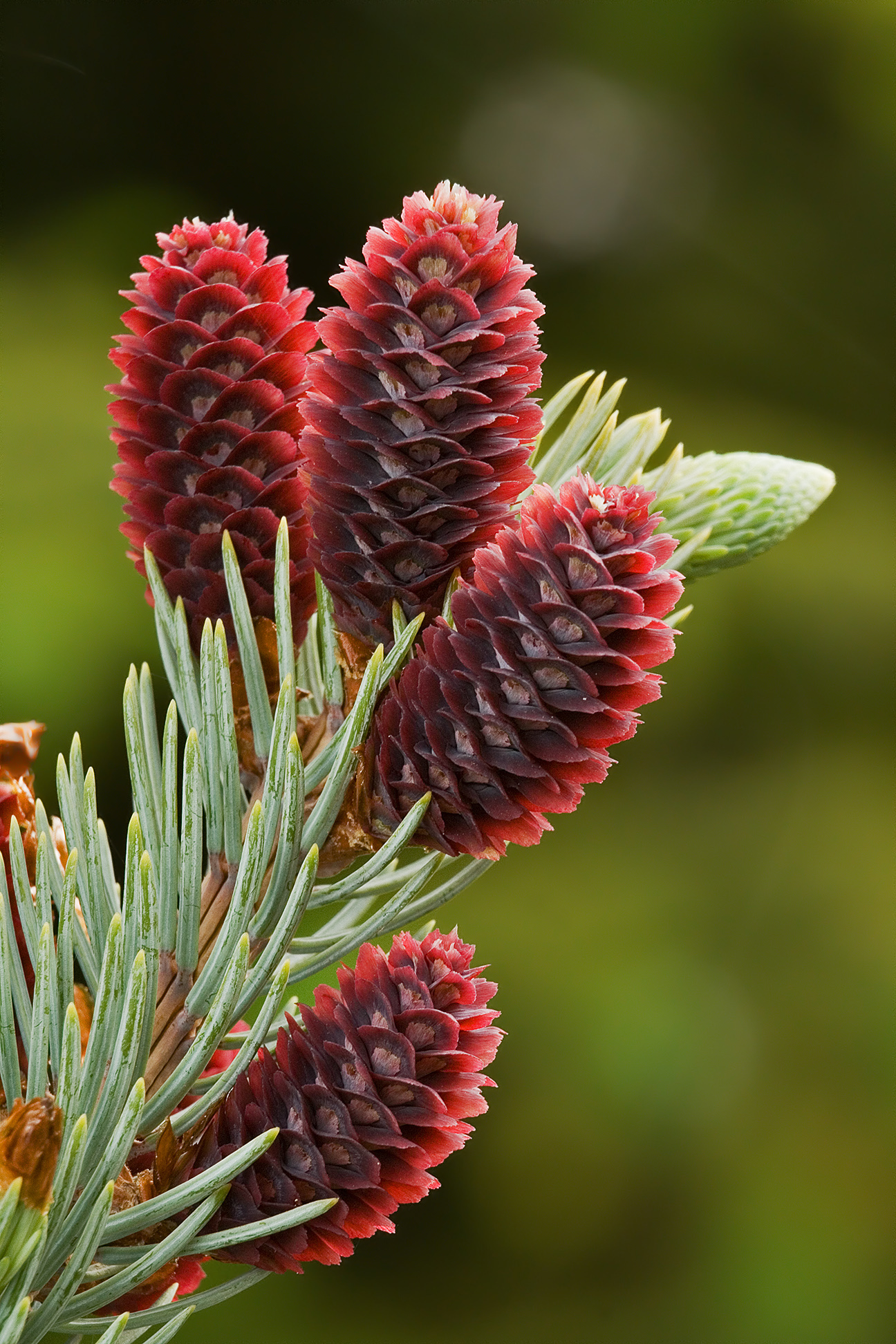
Pinyes immadures

## Característiques
És un arbre de fulla persistent que arriba a fer de 25 a 30 m d'alt, excepcionalment 46 m. La capçada és cònica en arbres joves, esdevenint cilíndrica en arbres més vells.
Les pinyes són pèndules, primes i cilíndriques, de 6 a 11 cm de llarg i 2 cm d'ample.De joves agafen colors rogencs a violeta i quan maduren són brunes.